# 扎沃季夫卡 (別列佐夫卡區)
47°13′35″N 30°48′44″E / 47.22639°N 30.81222°E

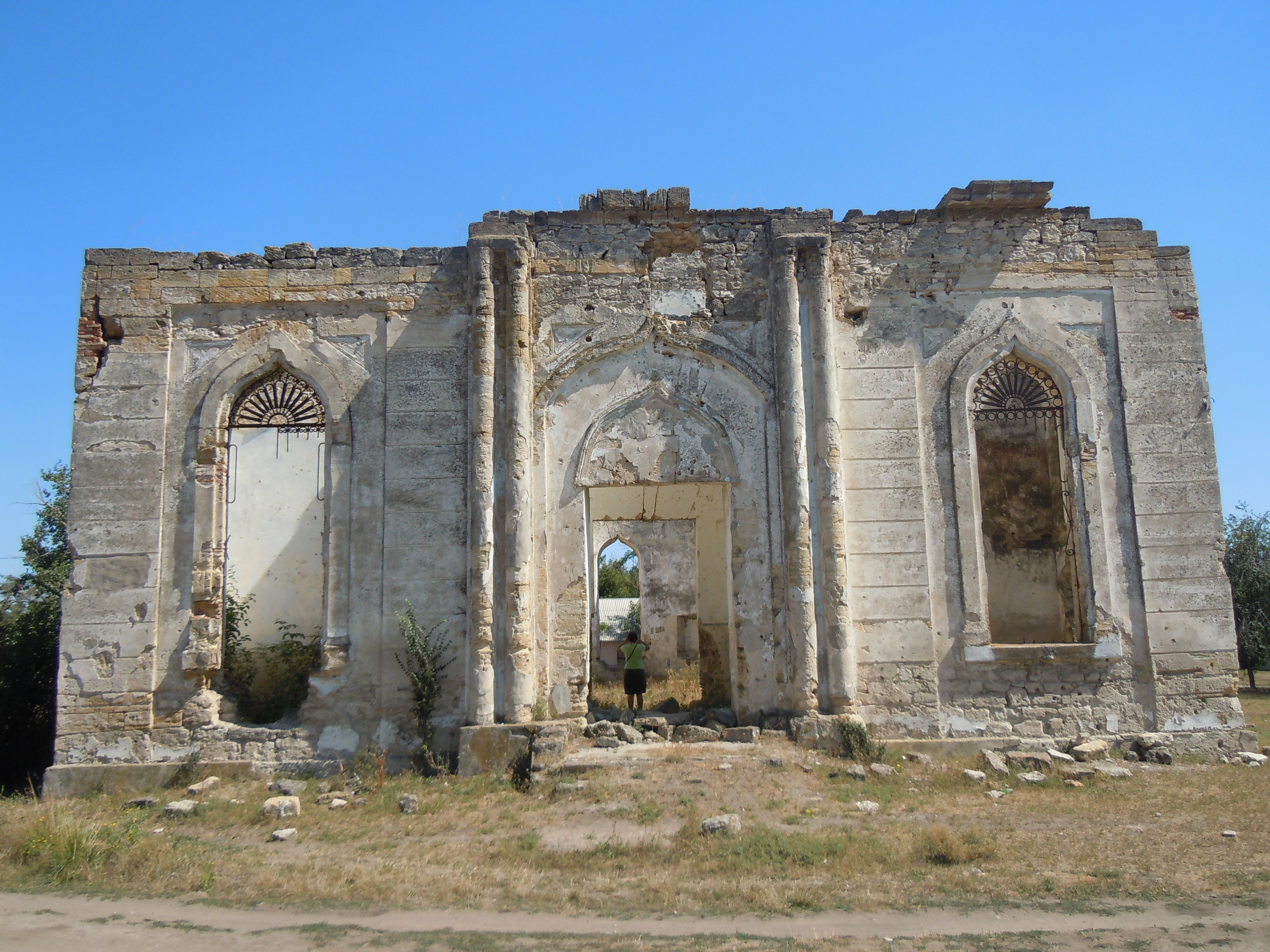

扎沃迪夫卡（烏克蘭語：Заводівка）是位於烏克蘭西南部的村莊，由敖德萨州贝雷济夫卡区的勞希夫卡市鎮負責管轄。該村始建於1799年，面積2.85平方公里，海拔高度9米，2001年人口1,349，人口密度每平方公里473人。